# Montfalcon
Montfalcon là một xã thuộc tỉnh Isère trong vùng Rhône-Alpes đông nam nước Pháp. Xã này nằm ở khu vực có độ cao từ 410-552 mét trên mực nước biển. Theo điều tra dân số năm 1999 của INSEE có dân số là 99 người.
Thị trấn nằm ở tả ngạn sông Galaure, sông chảy theo hướng tây qua phía nam thị trấn.